# Anna Klim-Klimaszewska
Anna Klim-Klimaszewska – polska pedagog, dr hab. nauk humanistycznych, profesor uczelni Instytutu Pedagogiki Wydziału Nauk Społecznych Uniwersytetu w Siedlcach.

## Życiorys
W 1995 r. ukończyła studia pedagogiczne w Wyższej Szkole Rolniczej i Pedagogicznej w Siedlcach, w 2001 r. obroniła na Akademii Bydgoskiej im. Kazimierza Wielkiego pracę doktorską pt. Innowacje pedagogiczne klas autorskich na poziomie wczesnoszkolnym (na przykładzie województwa bialskopodlaskiego i siedleckiego), której promotorem był prof. Mieczysław Oryl. Słowacki tytuł docenta uzyskany na Prešovská univerzita v Prešove na podstawie pracy pt. Adaptacja dziecka do środowiska przedszkolnego został nostryfikowany w 2008 r. jako równoważny ze stopniem doktora habilitowanego.  
Jest profesorem uczelni w Instytucie Pedagogiki na Wydziale Nauk Społecznych Uniwersytetu w Siedlcach; była też profesorem nadzwyczajnym w Instytucie Pedagogiki na Wydziale Społecznym i Technicznym Państwowej Wyższej Szkole Zawodowej w Koninie. Od 2024 r. pracuje na Państwowa Akademia Nauk Stosowanych w Nysie. 
Specjalistka w zakresie pedagogiki przedszkolnej i wczesnoszkolnej. Jest autorką ponad 260 publikacji naukowych. Odznaczona Medalem im. Księżnej Aleksandry Ogińskiej za Zasługi dla Siedleckiej Humanistyki, Medalem za Zasługi dla Siedleckiej Uczelni, Medalem Komisji Edukacji Narodowej, Srebrnym Medalem za długoletnią służbę, Medalem Wydziału Pedagogicznego Uniwersytetu w Preszowie za szczególny wkład w rozwój Wydziału, Brązowym medalem Wydziału Pedagogicznego Uniwersytetu Komeńskiego w Bratysławie za długoletnią współpracę w rozwoju nauki i badań, Medalem z okazji 70-lecia Wydziału Pedagogicznego Uniwersytetu w Preszowie. Od roku 2018 jest ekspertem Narodowej Agencji Wymiany Akademickiej a od 2020 roku ekspertem Polskiej Komisji Akredytacyjnej oraz ekspertem Słowackiej Komisji Akredytacyjnej dla Szkolnictwa Wyższego.